# 二上駅
二上駅（にじょうえき）は、奈良県香芝市穴虫にある、近畿日本鉄道（近鉄）大阪線の駅である。駅番号はD21。

## 歴史
- 1927年（昭和2年）7月1日：大阪電気軌道八木線（現在の大阪線）の恩智 - 高田（現・大和高田）間開通と同時に開業[1]。
- 1941年（昭和16年）3月15日：参宮急行電鉄との会社合併により、関西急行鉄道の駅となる[1]。
- 1944年（昭和19年）6月1日：会社合併により近畿日本鉄道の駅となる[1]。
- 2007年（平成19年）4月1日：PiTaPa使用開始[2]。
- 2022年（令和4年）1月7日：無人化。

## 駅構造
相対式2面2線のホームを持つ地上駅である。改札・コンコースは地下に、ホームは地上にある。出入口は上下ホームの大阪上本町寄りにある。ホーム有効長は6両。トイレは上りホームにある。
大和高田駅管理の無人駅で、PiTaPa・ICOCA対応の自動改札機および自動精算機（回数券カードおよびICカードのチャージに対応）が設置されている。

### のりば
| のりば | 路線     | 方向 | 行先           |
| ------ | -------- | ---- | -------------- |
| 1      | D 大阪線 | 下り | 名張方面       |
| 2      | D 大阪線 | 上り | 大阪上本町方面 |

## 当駅乗降人員
近年における当駅の1日乗降人員の調査結果は以下の通り。
- 2023年11月7日：8,860人
- 2022年11月8日：8,845人
- 2021年11月9日：8,427人
- 2018年11月13日：9,326人
- 2015年11月10日：8,710人
- 2012年11月13日：7,763人
- 2010年11月9日：7,582人
- 2008年11月18日：7,287人
- 2005年11月8日：6,712人

なお、県内の近鉄大阪線の駅で急行以上の種別が停車しない駅の中では乗降客数が最も多い。

## 利用状況
近年の1日平均乗車人員は以下の通りである。
| 年度               | 1日平均 乗車人員 |
| ------------------ | ---------------- |
| 1985年（昭和60年） | 1,990            |
| 1986年（昭和61年） | 2,048            |
| 1987年（昭和62年） | 2,047            |
| 1988年（昭和63年） | 2,026            |
| 1989年（平成元年） | 2,019            |
| 1990年（平成2年）  | 2,062            |
| 1991年（平成3年）  | 2,099            |
| 1992年（平成4年）  | 2,113            |
| 1993年（平成5年）  | 2,101            |
| 1994年（平成6年）  | 2,136            |
| 1995年（平成7年）  | 2,242            |
| 1996年（平成8年）  | 2,319            |
| 1997年（平成9年）  | 2,347            |
| 1998年（平成10年） | 2,439            |
| 1999年（平成11年） | 2,614            |
| 2000年（平成12年） | 2,713            |
| 2001年（平成13年） | 2,869            |
| 2002年（平成14年） | 3,033            |
| 2003年（平成15年） | 3,170            |
| 2004年（平成16年） | 3,252            |
| 2005年（平成17年） | 3,397            |
| 2006年（平成18年） | 3,550            |
| 2007年（平成19年） | 3,654            |
| 2008年（平成20年） | 3,843            |
| 2009年（平成21年） | 3,874            |
| 2010年（平成22年） | 3,998            |
| 2011年（平成23年） | 4,133            |
| 2012年（平成24年） | 4,223            |
| 2013年（平成25年） | 4,487            |
| 2014年（平成26年） | 4,500            |
| 2015年（平成27年） | 4,682            |
| 2016年（平成28年） | 4,867            |
| 2017年（平成29年） | 4,987            |
| 2018年（平成30年） | 5,011            |
| 2019年（令和元年） | 5,101            |

## 駅周辺
駅前には小さいロータリーなどが整備されており、周辺はベッドタウンとして近年住宅開発が進行している。
- 香芝市立香芝北中学校
- 香芝市立香芝西中学校
- 香芝市立二上小学校
- 香芝市立旭ヶ丘小学校
- 二上保育園
- 香芝二上郵便局
- 奈良中央信用金庫二上支店
- 二上山駅 - 近鉄南大阪線（当駅南方約1km）

### 主な住宅地
- あしびハイツ（上中）
- 香芝旭ヶ丘ニュータウン
  - 旭ヶ丘ニュータウン（旭ヶ丘）
  - 高山台ニュータウン（高山台）

## バス路線
香芝市コミュニティバス
- 田尻ルート　田尻行き／総合福祉センター経由 香芝市役所行き
- 白鳳台・旭ケ丘ルート　総合福祉センター・香芝市役所経由 白鳳台西行き
  - 何れも木曜と一部の祝日および12月27日～1月4日を除き、1日5便が運行されている。

## 隣の駅
近畿日本鉄道
D 大阪線
■快速急行・■急行
通過
■準急・■区間準急・■普通
関屋駅 (D20) - 二上駅 (D21) - 近鉄下田駅 (D22)